# Ballia
Ballia, rod crvenih algi smješten u zasebnu porodicu i red, dio je podrazreda Nemaliophycidae. Postoji sedam priznatih vrsta
Tipična vrsta B. callitricha, morska je vrsta uz otočje Falkland. nekada je uključivana u rod Sphacelaria, a bazionim joj je Sphacelaria callitricha C.Agardh.

## Vrste
1. Ballia callitricha (C.Agardh) Kützing;  sinonim Ballia brunonia Harvey
2. Ballia chilensis Decaisne
3. Ballia crassa (C.Agardh) Kützing
4. Ballia nana Kraft & G.W.Saunders
5. Ballia pennoides Wollaston
6. Ballia sertularioides (Suhr) Papenfuss
7. Ballia vestium Harvey